# Anamixilla torresi
Anamixilla torresi är en svampdjursart som först beskrevs av Poléjaeff 1883.  Anamixilla torresi ingår i släktet Anamixilla och familjen Jenkinidae. Inga underarter finns listade i Catalogue of Life.